# Корнер (фудбал)
Корнер (енгл. corner угао), је ударац из угла у фудбалу, а и многим спортовима са лоптом. То је један од начина настављана игре, убацивањем лопте у игру ногом са места где се секу уздужна и попречна линија игралишта, омеђеног угаоним луком.
Корнер се досуђује када је лопта као последњег додирнула играча екипе која се брани и прешла преко попречне линије игралишта (гол-аут линије).
Ударац из угла (корнер) изводи се из оног угла који је најближи месту где је лопта изашла из терена. Ударцем из угла може се директно постићи гол.
Играч који изводи корнер не сме поново играти лоптом све док она не додирне неког другог играча. Сви противнички фудбалери, приликом извођења корнера морају бити 9,15 метара удаљени од лопте док она не уђе у игру.